# Fluminimaggiore
Fluminimaggiore là một đô thị ở tỉnh Sud Sardegna trong vùng Sardegna, có cự ly khoảng 60 km về phía tây bắc của Cagliari và khoảng 30 km về phía bắc của Carbonia. Tại thời điểm ngày 31 tháng 12 năm 2004, đô thị này có dân số 3.065 người và diện tích 108,1 km².
Fluminimaggiore giáp các đô thị: Arbus, Buggerru, Domusnovas, Gonnosfanadiga, Iglesias.
Có nhiều viện bảo tàng ở đô thị này, đặc biệt là một bảo tàng cổ sinh vật.